# همه‌چیز باید برود
همه چیز باید برود (انگلیسی: Everything Must Go) فیلمی در ژانر درام و کمدی به کارگردانی دن مک‌گراث است که در سال ۲۰۱۰ منتشر شد.

## بازیگران
- ویل فرل
- ربکا هال
- لورا درن
- استیون روت
- گلن هاوتون
- مایکل پنیا
- شنون وری